# Oceanic (gruppo musicale)
Gli Oceanic sono stati un gruppo musicale britannico, che ha praticato i generi pop, dance, house.

## Storia
La band era composta da tre uomini e una donna, la vocalist Jorinde Williams.
Divennero famosi per Insanity, il loro primo singolo, uscito nel 1991. Il brano raggiunse la terza posizione nella classifica dei singoli nel Regno Unito e vi rimase tre settimane; fu inoltre il nono singolo più venduto nel Regno Unito in quell'anno. La canzone ebbe grande successo anche in Australia. Un altro singolo, Wicked Love, ebbe parimenti buoni riscontri, attestandosi alla posizione numero 25 nella classifica dei singoli del Regno Unito. Il gruppo si esibì in diversi programmi tv, apparendo in particolare 4 volte a Top of the Pops.
Nel 1992 la band pubblicò il primo e unico album, intitolato That Compact Disc By Oceanic, che conteneva due diverse versioni di Insanity: contrariamente alle aspettative, esso rimase nella relativa classifica soltanto 2 settimane. Tuttavia uno dei nuovi singoli, Controlling Me, si issò fino alla 14ª posizione nella classifica del Regno Unito. 
Nel 2006 Insanity fu inserita nella compilation The Hitman and Her.

## Membri
- Frank Crofts
- David Harry
- Andy Lea
- Jorinde Williams

## Discografia

### Album
- That Compact Disc By Oceanic (1992)

### Singoli
- Insanity (1991)
- Wicked Love (1991)
- Controlling Me (1992)
- Ignorance (1992)
- Celebration (1993)